# Броштени (Ботошани)
Броштени (рум. Broșteni) насеље је у Румунији у округу Ботошани у општини Дурнешти. Oпштина се налази на надморској висини од 162 m.

## Становништво
Према подацима из 2002. године у насељу је живело 284 становника, од којих су сви румунске националности.